# Der Geist hilft unser Schwachheit auf
Pour un article plus général, voir Motets de Johann Sebastian Bach.
Der Geist hilft unser Schwachheit auf (L'Esprit nous aide dans notre faiblesse), BWV 226, est un motet de Jean-Sébastien Bach composé à Leipzig en 1729.
C'est le seul motet de Bach dont on connait précisément la destination et les circonstances de son exécution : il a été composé pour les funérailles de Johann Heinrich Ernesti (en), recteur de la Thomasschule de Leipzig où Bach était Thomaskantor à cette époque. C'est également un des seuls motets de Bach à être doté d'un accompagnement instrumental, dont on a retrouvé les partitions, se contentant de doubler les voix, par des instruments à corde pour le premier chœur, et des bois pour le second. Le thème général du motet est la manière dont l'esprit saint influence nos vies, selon la volonté de Dieu.
Ces éléments historiques apportent un éclairage sur les circonstances pour lesquelles Bach était amené à composer des motets et les conditions de leur exécution.

## Histoire

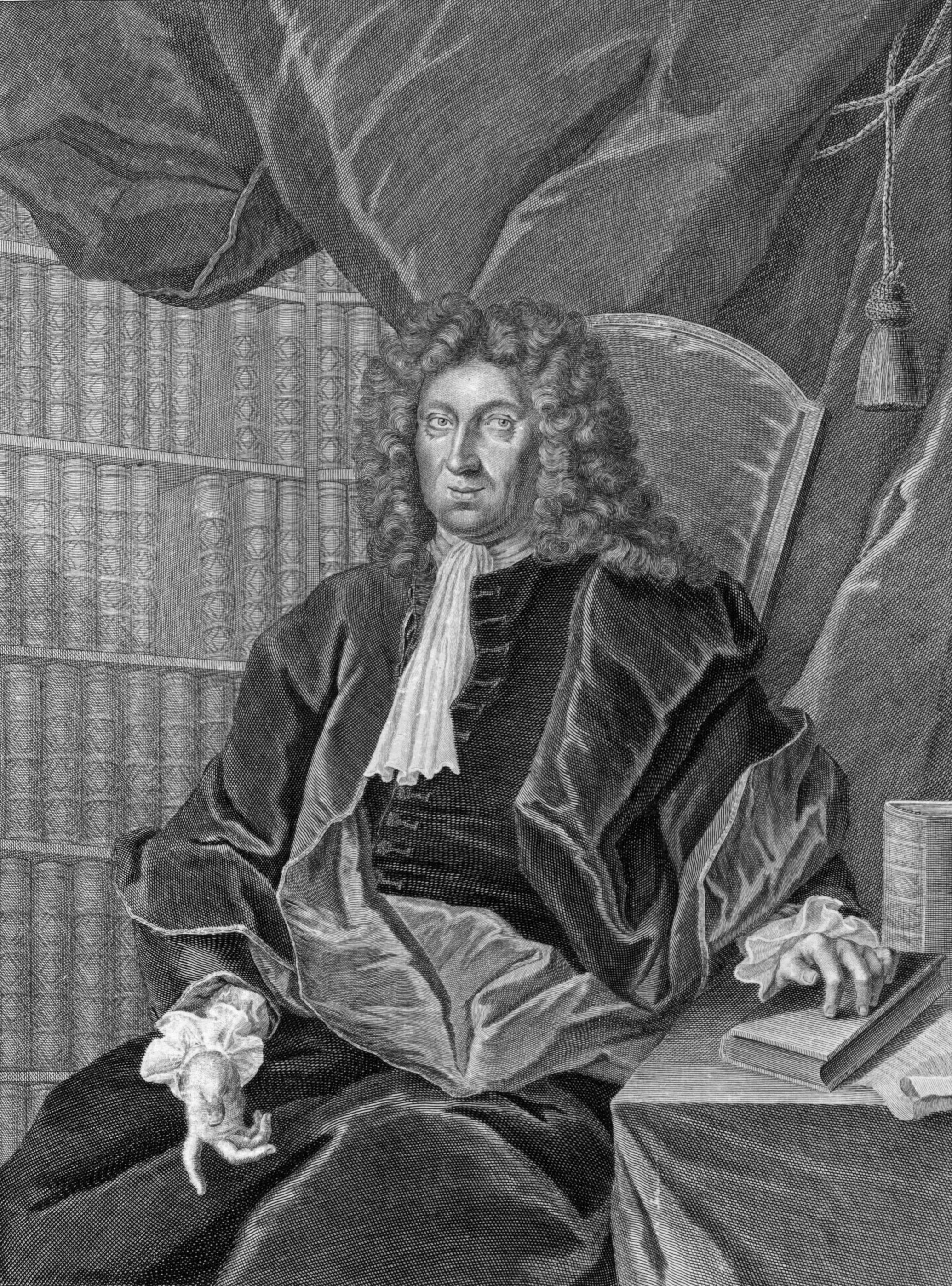
, dédicataire du motet.

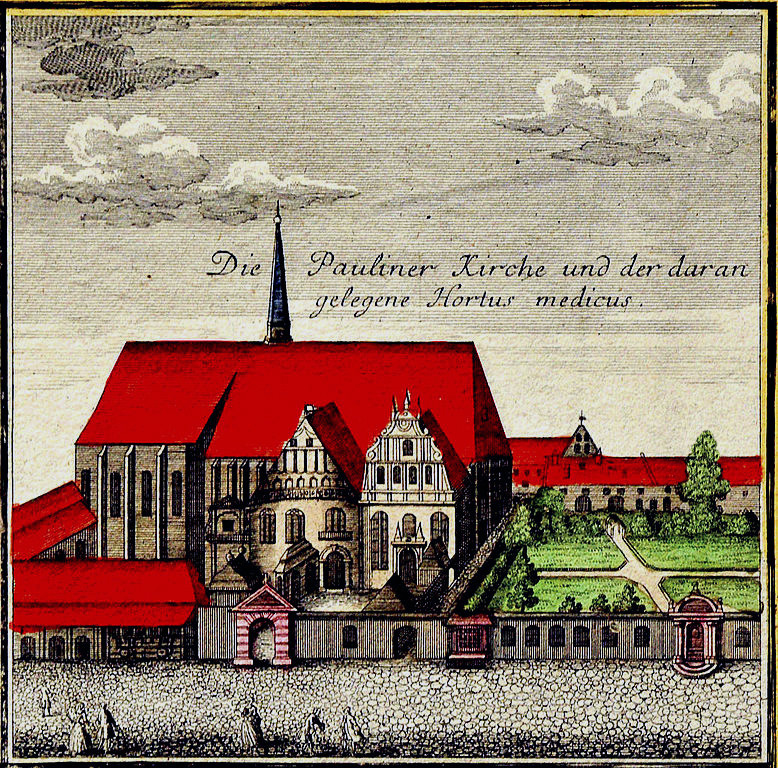
Paulinerkirche et bâtiments de l'université du temps de Bach. L'église n'existe plus de nos jours.

Bach écrit sur la partition : « J. J. Motetta à doi Cori bey Beerdigung des seel. Hrn. Prof. und Rectoris Ernesti di J. S. Bach. (Jesu Juva) » – Motet pour deux chœurs pour les funérailles de feu le Recteur et Professeur Ernesti, par J. S. Bach (Que Dieu nous vienne en aide), ce qui indique précisément sa destination.
Ernesti était personnage important de la ville de Leipzig : professeur de poésie à l'Université de Leipzig, directeur de la Thomasschule, théologien et philosophe réputé auteur de nombreux livres, notamment sur Suétone et sur les épigrammes. La femme d'Ernesti, Regina Maria, était la marraine du fils déficient mental de Bach, Gottfried Heinrich Bach.
Ernesti est mort le 16 octobre 1729. Les sources divergent sur la date de ses obsèques (et donc de la première représentation du motet), avec des dates s'étendant du 20 au 24 octobre. Les deux dates les plus citées sont le 24 octobre et la date explicitement indiquée sur le sermon du révérend Christian Weiss, prononcé à l'occasion de la cérémonie, qui indique le 21 octobre à la Paulinerkirche, église de l'université de Leipzig où officiait Ernesti.
Quelle que soit la date, Bach a eu très peu de temps pour s'organiser et faire en sorte de produire et de préparer l'exécution d'un motet pour les obsèques. On ne sait pas si Bach a entièrement composé le motet dans ce court laps de temps, ou s'il l'avait préparé en partie à l'avance, sachant qu'Ernesti était âgé (il est mort à 77 ans) et qu'il avait pris des dispositions pour ses obsèques, comme le choix du texte pour le sermon des funérailles. Une partie de l'autographe est très propre, comme si Bach avait repris une œuvre antérieure, mais toute une partie comporte beaucoup de ratures et montre des signes évidents de "première composition".
La semaine précédant les obsèques a été très active pour Bach, qui a mobilisé toutes les ressources à sa disposition pour préparer l'exécution. Bach a commencé par écrire la partition vocale des deux chœurs du motet, avec les huit voix, sans le choral (c'est l'autographe qui est parvenu jusqu'à nous). Puis, il délègue à son élève Johann Ludwig Krebs (qui a fait la majeure partie du travail), sa femme Anna Magdalena Bach, son fils Wilhelm Friedemann Bach et deux anonymes l'écriture et la copie des parties vocales individuelles,.
À ce stade, il n'y a pas encore de traces visibles d'instrumentation, ni de choral. L'autographe des huit voix ne fait allusion à aucune instrumentation. Il est possible qu'il y ait eu le débat, dans les instances dirigeantes de la ville, de savoir dans quelle église devait être inhumé Ernesti, la ville (qui finançait la Thomasschule et dont Ernesti était le recteur avant même la naissance de Bach), et l'université, se disputant l'"honneur" d'organiser cette cérémonie. L'université eut gain de cause, ce qui ouvre une possibilité à Bach : les instruments étaient interdits lors des cérémonies funéraires à l'église Saint-Thomas ou l'église Saint-Nicolas de Leipzig, en revanche ils étaient bienvenus à la Paulinerkirche, église de l'université.
L'examen des partitions retrouvées montre alors une seconde phase de travail : Bach écrit une basse continue et une partie d'orgue pour le motet (hors choral) et commence les parties individuelles des instruments, en doublage colla parte des voix par des cordes pour le chœur I et des bois pour le chœur II. Il laisse un autre fils Carl Philipp Emanuel Bach terminer le doublage et la copie. Carl Philipp Emanuel marque fine à la fin de la partition instrumentale, comme si le motet devait se terminer à la fin de la deuxième partie.
Il semble qu'en dernière minute, Bach ait été averti qu'un hymne, sans instruments, était souhaité pour accompagner l'inhumation, à l'intérieur même de la Paulinerkirche, du corps d'Ernesti. Bach aurait alors décidé d'ajouter à l’œuvre un choral extrait d'une cantate de Pentecôte aujourd'hui disparue : Komm, Heiliger Geist, Herre Gott sur un texte de Martin Luther. Le choral est alors ajouté à la fin des partitions individuelles des voix, et la simple mention Choral. Seqt. (un choral suit) est ajoutée à l'autographe.
Bach a écrit d'autres œuvres pour des évènements de l’université : ce motet est un des douze Festmusiken zu Leipziger Universitätsfeiern (musiques pour les célébrations de l'université) encore existant.

## Structure et instrumentation
Le motet est composé de trois mouvements pour deux chœurs à quatre voix. Seule la première partie est à huit voix, la fugue et le choral étant chantés à quatre voix, les deux chœurs réunis. Le chœur I est accompagné de cordes, et le chœur II par des bois (deux hautbois, une taille (en) et un basson). La basse continue est assurée par un violone et un orgue. Le choral est non accompagné.
| Mvt 1 Double Chœur Der Geist hilft | Mvt 2 Fugue Der aber die Herzen forschet | Mvt 3 Choral Du heilige Brunst |

Cette structure en trois parties, double chœur, fugue et choral, ces deux derniers étant chantés à quatre voix, se retrouve dans le motet Fürchte dich nicht, composé l'année précédente en 1726, avec lequel ce motet présente de nombreuses similitudes.

### Première partie: Double chœur
Le texte est issu de l'Épître aux Romains (Rm 8,26), chapitre dans lequel Bach avait également puisé une large part du texte de Jesu, meine Freude :
| Texte original | Idées clés                                                                                                 | Contenu thématique |
| a. Der Geist hilft unser Schwachheit auf, L'Esprit vient au secours de notre faiblesse, b. denn wir wissen nicht, was wir beten sollen, wie sich's gebühret; car nous ne savons pas ce qu’il nous convient de demander dans nos prières ; c. sondern der Geist selbst vertritt uns aufs beste mit unaussprechlichem Seufzen. Mais l’Esprit lui-même intercède par des soupirs inexprimables ; | L'Esprit aide. Nous ne savons pas quoi prier. L'Esprit supplie et intercède par des soupirs inexprimables. | Doute/crainte de l'incertitude remplacée par la confiance de l'intervention de l'Esprit. Crescendo émotionnel dans la description musicale des "soupirs" de l'Esprit. |

Ce chœur est divisé en trois sections bien distinctes, correspondant aux trois phrases a., b., et c, déclinées sur des thèmes musicaux distincts. Les phrases a. et b. sont exposées une première fois, puis une deuxième fois dans une forme dérivée, puis la phrase c. est exposée donnant la structure globale a.b.a'.b'.c au chœur. L'ensemble de cette partie est extrêmement concertant, avec les deux chœurs qui se répondent, s'interrompent ou se font écho, à la manière de motets vénitiens polychoraux.
L'Esprit qui vole à notre secours est figuré dans la section a. par de longs mélismes, de manière semblable à la fugue centrale de Jesu, meine Freude (sur le mot « geistlich »). Le rythme est une danse ternaire de type passepied.

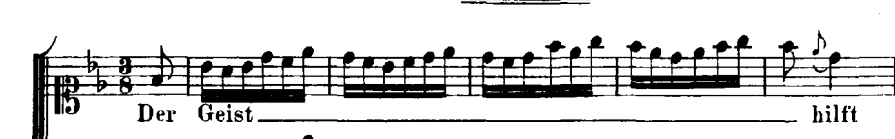
Mélisme sur "Der Geist"

La section b. est plus lyrique, tandis que la section c. abandonne la forme concertante et se transforme en fugato sur un sujet syncopé où les soupirs, les hésitations et gémissements des pêcheurs sont figurés dans le contrepoint par des mélismes interrompus par des suspiratio (de), figure musicale faisant usage du soupir, ici presque à prendre au sens littéral.

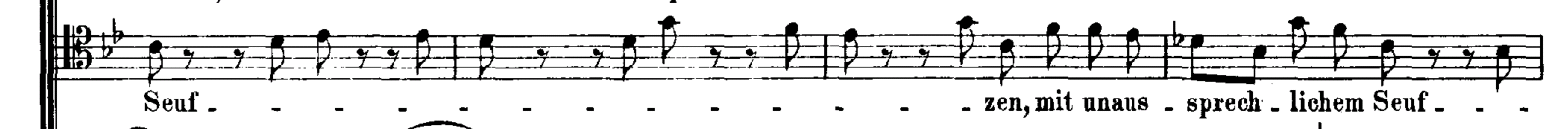
Suspiratio sur "Seufzen"

### Deuxième partie: Double fugue
Le texte est toujours issu de l'Épître aux Romains (Rm 8,27) :
| Texte original | Idées clés                                                                                                 | Contenu thématique |
| Der aber die Herzen forschet, der weiß, was des Geistes Sinn sei; et celui qui sonde les cœurs connaît quelle est la pensée de l’Esprit denn er vertritt die Heiligen nach dem, das Gott gefället. parce qu'il intercède en faveur des saints selon ce qui plaît à Dieu. | Dieu cherche nos cœurs. Dieu sait ce que signifie l'Esprit. Les supplications de l'Esprit plaisent à Dieu. | Les requêtes des croyants sont amplifiées par les supplications du Saint Esprit. Dieu écoute, comprend, et est glorifié par les prières des croyants. |

Les deux chœurs se réunissent pour chanter cette fugue à quatre voix, et chaque phrase fait l'objet d'une fugue indépendante, deux points en commun avec la fugue du motet Fürchte dich nicht.
Le premier sujet (Der aber), commençant par une quarte ascendante, est autoritaire et son ton majeur clair contraste avec le ton mineur incertain de la fin de la première partie. Le second sujet (denn er vertritt) est presque le renversement de la première, commençant par une quinte descendante, comme pour marquer l'antithèse de la première phrase. Les deux sujets se combinent sur la fin, formant une véritable double fugue.

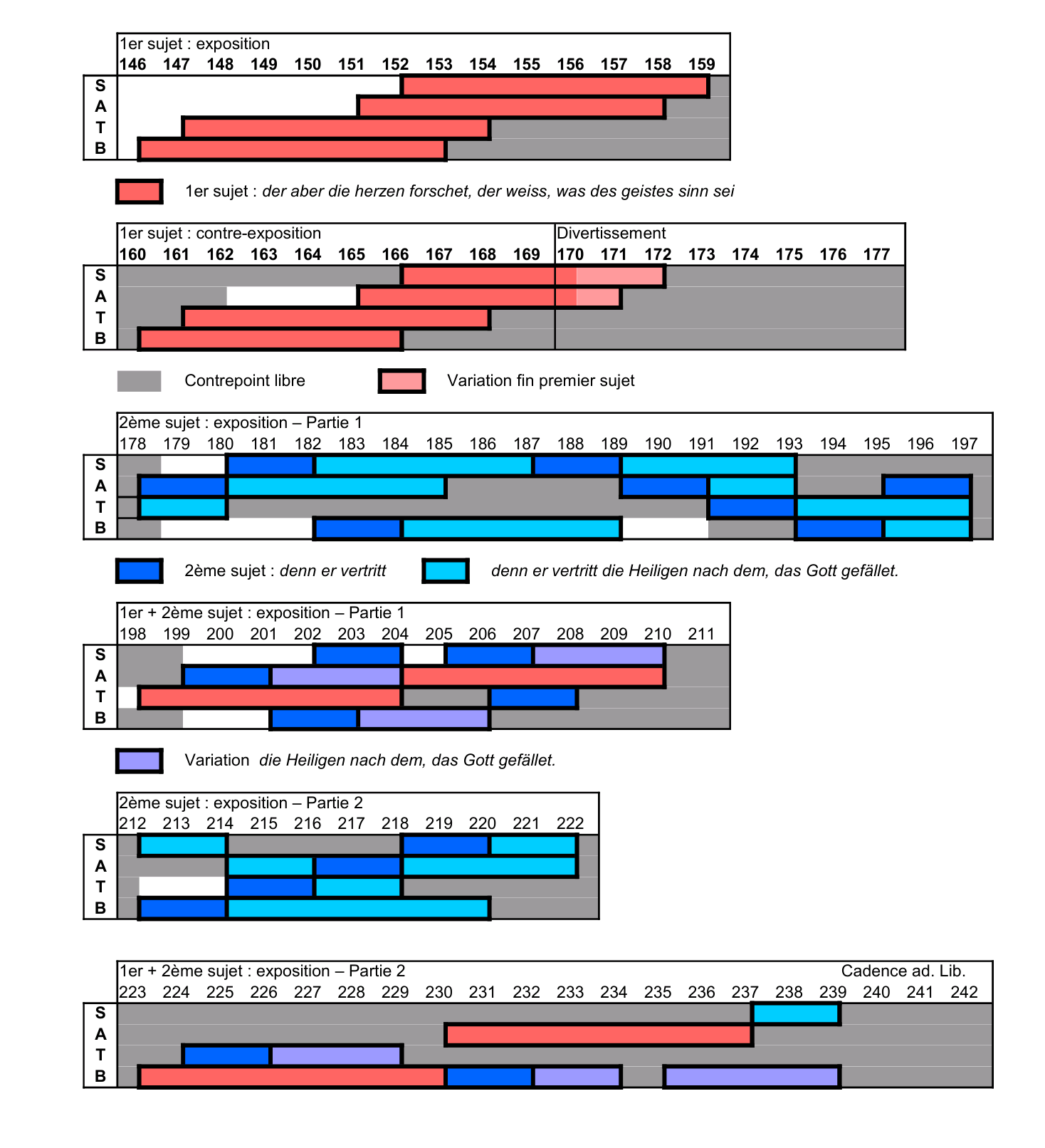
Structure de la double fugue

### Troisième partie: Choral

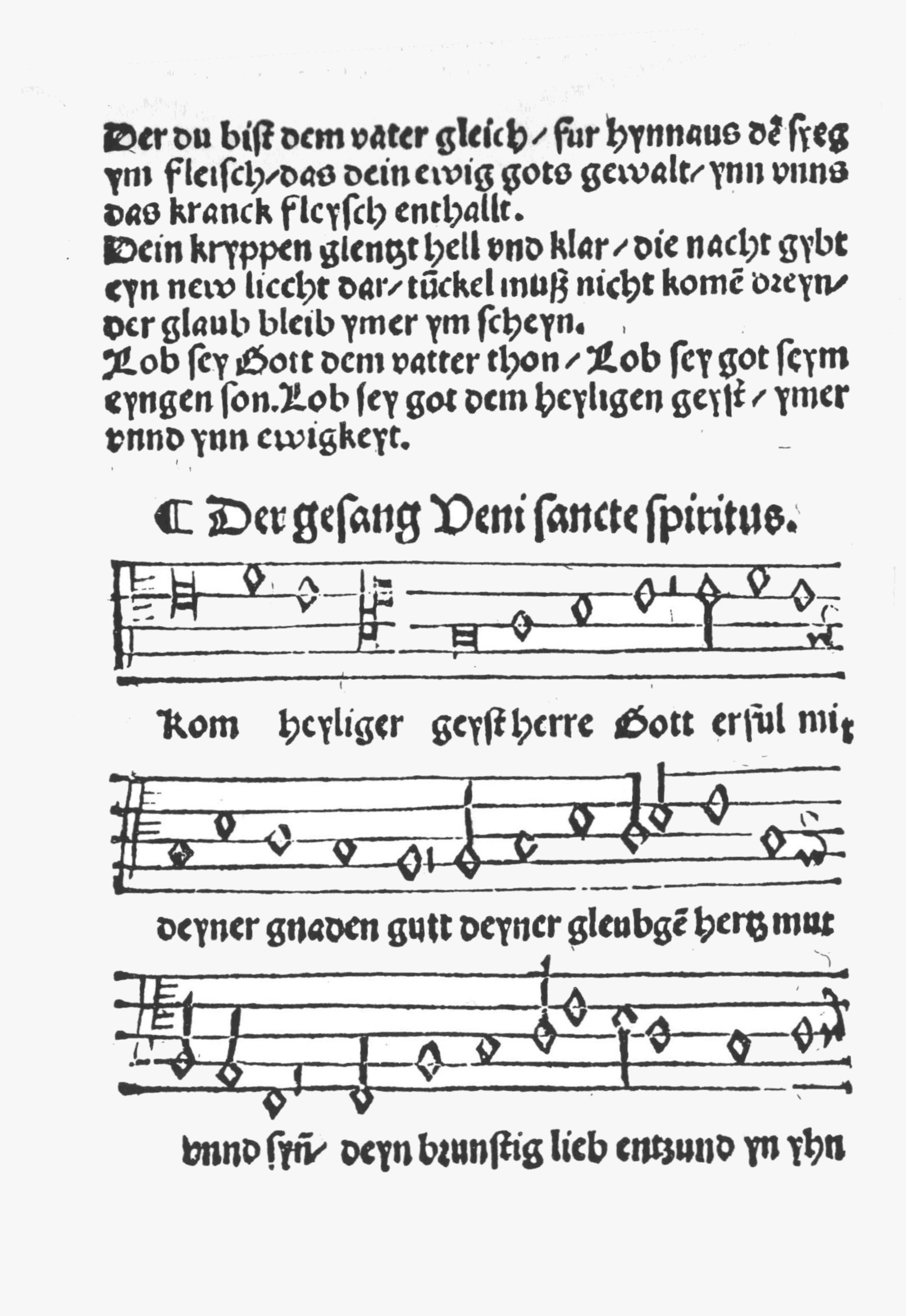
Hymne Komm, Heiliger Geist, Herre Gott publié dans l’ en 1524, duquel provient le texte du choral.

Ce choral n'a pas été composé pour l'occasion et a pu être extrait d'une cantate - aujourd'hui perdue - de la Pentecôte, dans laquelle il était probablement dans le ton de sol majeur.
La mélodie est d'un compositeur anonyme du XVe siècle, similaire à l'hymne Adesto, sancte spiritus de Marchetto da Padova (composé vers la fin du XIIIe siècle).
Le texte de ce choral est la dernière strophe de l'hymne de Martin Luther Komm, Heiliger Geist, Herre Gott (en) (publié
dans le tout premier hymnaire luthérien, l’hymnaire d'Erfurt (en) en 1524), adaptation luthérienne du Veni Sancte Spiritus catholique chanté à la Pentecôte.
| Texte original | Idées clés | Contenu thématique |
| Du heilige Brunst, süßer Trost, Toi chaleur sacrée, douce consolation, Nun hilf uns fröhlich und getrost Aide-nous maintenant à rester réconfortés et joyeux, In dein'm Dienst beständig bleiben, et pour toujours à ton service Die Trübsal uns nicht abtreiben! et ne laisse pas la tristesse nous en détourner. O Herr, durch dein' Kraft uns bereit O Seigneur, renforce nous par ta puissance Und stärk des Fleisches Blödigkeit, et fortifie la faiblesse de la chair, Daß wir hier ritterlich ringen, pour que nous puissions combattre avec bravoure Durch Tod und Leben zu dir dringen! pour te rejoindre par la mort et la vie Halleluja! Halleluja! Alléluia, alléluia ! | Aide-nous à rester joyeux et réconfortés. Ne laisse pas la tristesse nous écarter ne notre chemin. Fortifie notre chair. Alleluia. | Réponse de la congrégation au message présenté dans les mouvements 1 et 2. Célébration de l'intercession du Saint Esprit. |